# Nghỉ hè
Nghỉ hè là một kỳ nghỉ học vào mùa hè nằm giữa các năm học và thời gian nghỉ trong năm học ở nhà trường. Học sinh - sinh viên thông thường được nghỉ khoảng 8-9 tuần. Tùy theo từng quốc gia và từng địa phương, đội ngũ công nhân viên trong trường sẽ tạm nghỉ việc một phần hoặc toàn phần.

## Chỉ trích và ủng hộ
Nghiên cứu xung quanh vấn đề ảnh hưởng, tác động của kỳ nghỉ hè thì hỗn tạp.